# Hiromasa Yonebayashi
Hiromasa Yonebayashi (jap. 米林 宏昌 Yonebayashi Hiromasa; ur. 10 lipca 1973 w prefekturze Ishikawa) – japoński rysownik-animator oraz reżyser filmów anime.
Jest absolwentem Kanazawa College of Art. Jako rysownik rozpoczął w 1996 r. pracę w Studio Ghibli, gdzie był animatorem przy realizacji między innymi: Księżniczki Mononoke (Mononoke hime), Spirited Away: W krainie bogów (Sen to Chihiro no kamikakushi), Ruchomego zamku Hauru (Hauru no ugoku shiro) i Ponyo (Gake-no ue-no Ponyo) w reż. Hayao Miyazakiego oraz Rodziny Yamadów (Tonari no Yamada-kun) w reż. Isao Takahaty.
W 2010 r. debiutował jako reżyser anime filmem Tajemniczy świat Arrietty (Karigurashi no Arrietty) będąc jednocześnie najmłodszym reżyserem Studia Ghibli. 19 lipca 2014 r. ukazał się jego drugi film reżyserski – Omoide no Marnie.
15 kwietnia 2015 założył Studio Ponoc. W 2017 miał premierę trzeci film Yonebayashiego i pierwszy tego studia – Mary i kwiat czarownicy.